# Золушка (фильм, 1899)
«Золушка» (фр. Cendrillon, 1899) — французский немой короткометражный художественный фильм Жоржа Мельеса по мотивам одноимённой сказки Шарля Перро.

## Сюжет
Фильм состоит из 20 картин: Золушка на кухне; фея, мыши и лакеи; превращения крысы; превращение тыквы в карету; королевский бал; полночь; спальня Золушки; танец часов; принц и туфелька; крестная мать Золушки; принц и Золушка; церковь; свадьба Золушки и принца; сёстры Золушки; король, королева и придворные; свадебное шествие; балет новобрачных; небесные сферы; превращения; триумф «Золушки».

## Художественные особенности
В фильме используются трюки, сценические эффекты с исчезновениями (при помощи переходов с наплывами). В фильме используются четыре задника: кухня, дворец, комната Золушки и церковь.

## В ролях
- Мадемуазель Барраль — Золушка
- Блюэт Бернон — танцовщица с часами
- Кармели — Принц
- Депейрон — гость на балу
- Жанна д’Альси — Фея-крёстная
- Жорж Мельес — гном из часов / церковный привратник

## Факты
- Вторая экранизация одноимённой сказки Шарля Перро (после утерянного английского фильма Джорджа Альберта Смита).
- В 1904 году цена за копию, сделанную с оригинального парижского негатива, — 61 доллар 50 центов, цена за копию с нью-йоркского контратипа — 53 доллара 50 центов[1].
- В 1999 году «Золушка», вместе с фильмом «Жанна д’Арк», была оцветена от руки.